# Wizernes
Wizernes település Franciaországban, Pas-de-Calais megyében. Lakosainak száma 3339 fő (2022. január 1.). Wizernes Longuenesse, Blendecques, Hallines, Helfaut és Wisques községekkel határos.

## Népesség
A település népessége az elmúlt években az alábbi módon változott:
| Lakosok száma | 3337 | 3323 | 3368 | 3344 | 3272 | 3292 | 3308 | 3323 | 3339 |
|               | 2013 | 2015 | 2016 | 2017 | 2018 | 2019 | 2020 | 2021 | 2022 |